# Сретенка
Сре́тенка (в начале XVI века Устретенская улица) — улица в Красносельском и Мещанском районах Центрального административного округа города Москвы. Проходит от площади Сретенские Ворота до площадей Большой и Малой Сухаревской. Нумерация домов ведётся от Сретенских Ворот.

## Описание
Сретенка идёт с юго-запада на северо-восток; проходит от площади Сретенские Ворота до площадей Большой и Малой Сухаревской. Служит частью северо-восточного транспортного луча, началом которого является Большая Лубянка, а продолжением за Садовым кольцом — Проспект Мира и Ярославское шоссе.

## Происхождение названия
Улица получила название в XVII веке по Сретенскому монастырю, который находился на этой улице (ныне эта часть Сретенки называется Большая Лубянка). Монастырь же получил своё название в честь избавления Москвы от завоевания войсками Тамерлана в 1395 году. Ожидая нашествие, великий князь Василий Дмитриевич распорядился перенести в Москву из Владимира чудотворную икону Божией Матери. 26 августа (8 сентября) 1395 года москвичи вышли сретать (встречать) икону. На месте встречи иконы в 1397 году был заложен монастырь, названный Сретенским. Старые названия улицы — Устретенская (начало XVI века) и Стретинская улица.

## История
Сретенка сложилась на пути из Москвы в Троице-Сергиев монастырь и носила название Большой Владимирской дороги. В 1395 году была переименована в Сретенку. По улице каждый день проходили православные, совершая паломничество. Православная традиция требовала пройти весь путь (68 вёрст) пешком.
В XVI веке здесь располагались дворы торговцев и ремесленников Сретенской сотни (посадская слобода, сложившаяся на месте монастырской Сретенской слободы). В начале XVI века, когда улица называлась Устретенской, за Сретенскими воротами возникла Новая Сретенская слобода, в которой жили ветошники, плотники, кафтанники, скорняки, сусальники, дегтяри и другие ремесленники; во второй половине XVII века Новая слобода стала называться Панкратьевской «черной» слободой. В 1653 году слобода насчитывала 168 дворов.
Сретенка была главной московской улицей до XVIII века, когда уступила первенство Тверской улице, которая стала частью пути в Санкт-Петербург.
С XVIII века район Сретенки с прилегающими переулками формировался преимущественно как торгово-ремесленный, купеческий район. В течение всего XVIII века он был единственным московским районом, сохранявшим прежний состав населения. В силу этого сохранился и характер планировки района, застроенного, в основном, небольшими дворами с деревянными постройками. Из общей застройки выделялась расположенная недалеко от церкви Троицы в Листах шёлковая фабрика П. В. Колосова с каменными зданиями. К концу XVIII века проезды между дворами были официально утверждены и дошли до нашего времени. В названиях сретенских переулков сохранилась память о проживавших здесь ремесленниках: Печатников, Мясной, Пушкарев, Колокольников, Просвирнин переулки. На Сретенке никогда не было ни одной дворянской усадьбы, ни одного богатого магазина, зато было множество мелких магазинчиков и лавок. В силу большой доходности земли вдоль оживленной улицы застройка была настолько плотной, что на всём протяжении Сретенки на ней нет ни одних ворот. Так как въезжать во дворы всё равно было нужно, въезды устраивали исключительно из примыкающих переулков. А чтобы въезды имелись в каждый двор, переулки должны были располагаться не реже, чем через два владения. Отсюда возникла большая плотность сретенских переулков: в первой половине XVIII века между Сретенкой и Мясницкой улицей было 19 переулков, между Сретенкой и рекой Неглинной 18. Постепенно количество переулков уменьшалось и к настоящему времени на улицу выходит девять переулков справа, по ходу движения к Садовому кольцу, и семь переулков слева. В самом конце Сретенки, у Сухаревой башни, расположился Сухаревский рынок. В отличие от других центральных радиальных улиц, Сретенка носила замкнутый характер: её перспективу замыкала Сухарева башня, торговые лавки стояли даже поперёк Садовой улицы. В первой половине XIX века на улице были установлены фонари на простых деревянных столбах.
Московский путеводитель 1884 года сообщал о Сретенке и прилегающих переулках: «Это вечно грязный, хотя вовсе не бедный, постоянно копошащийся уголок Москвы. Торговля здесь преимущественно мебелью и предметами первой необходимости.<…> Гостиниц и меблированных комнат здесь чрезвычайно мало, но зато великое обилие всяких трактиров и кабаков средней и низшей пробы…». По переписи 1897 года, в Сретенской части Москвы было сконцентрировано наибольшее количество проституток.
Ещё до революции южную часть Сретенки от центра до Бульварного кольца стали называть Большой Лубянкой.
В рамках распоряжения правительства Москвы «О реконструкции Рождественского бульвара и кварталов 263, 264, 265, 266, 267, 268, 270 района Мещанский ЦАО г. Москвы со строительством стартовых домов» предусмотрено проведение реконструкции Сретенки и прилегающих к ней переулков. Срок проведения этих работ, согласно распоряжению правительства Москвы от 22.08.2005 г. № 247-РП, установлен до конца 2010 г.

## Сретенские переулки

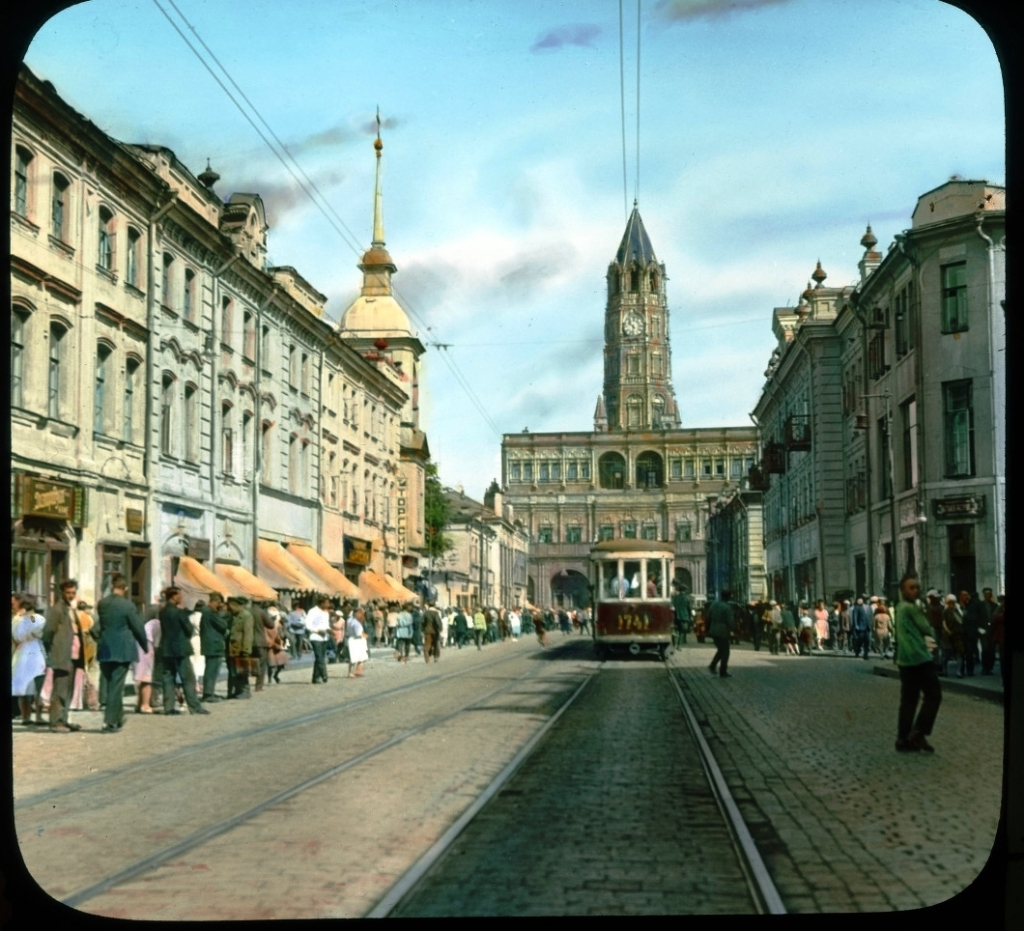
Сретенка в 1931 году. Впереди по центру — Сухарева башня

В настоящее время слева (с нечётной стороны) на улицу выходят переулки:
- Печатников
- Колокольников
- Большой Сергиевский
- Пушкарёв
- Большой Головин
- Последний
- Большой Сухаревский

Справа от Сретенки отходят переулки:
- Рыбников
- Ащеулов
- Луков
- Просвирин
- Малый Головин
- Селивёрстов
- Даев
- Сретенский тупик
- Панкратьевский

## Примечательные здания и сооружения

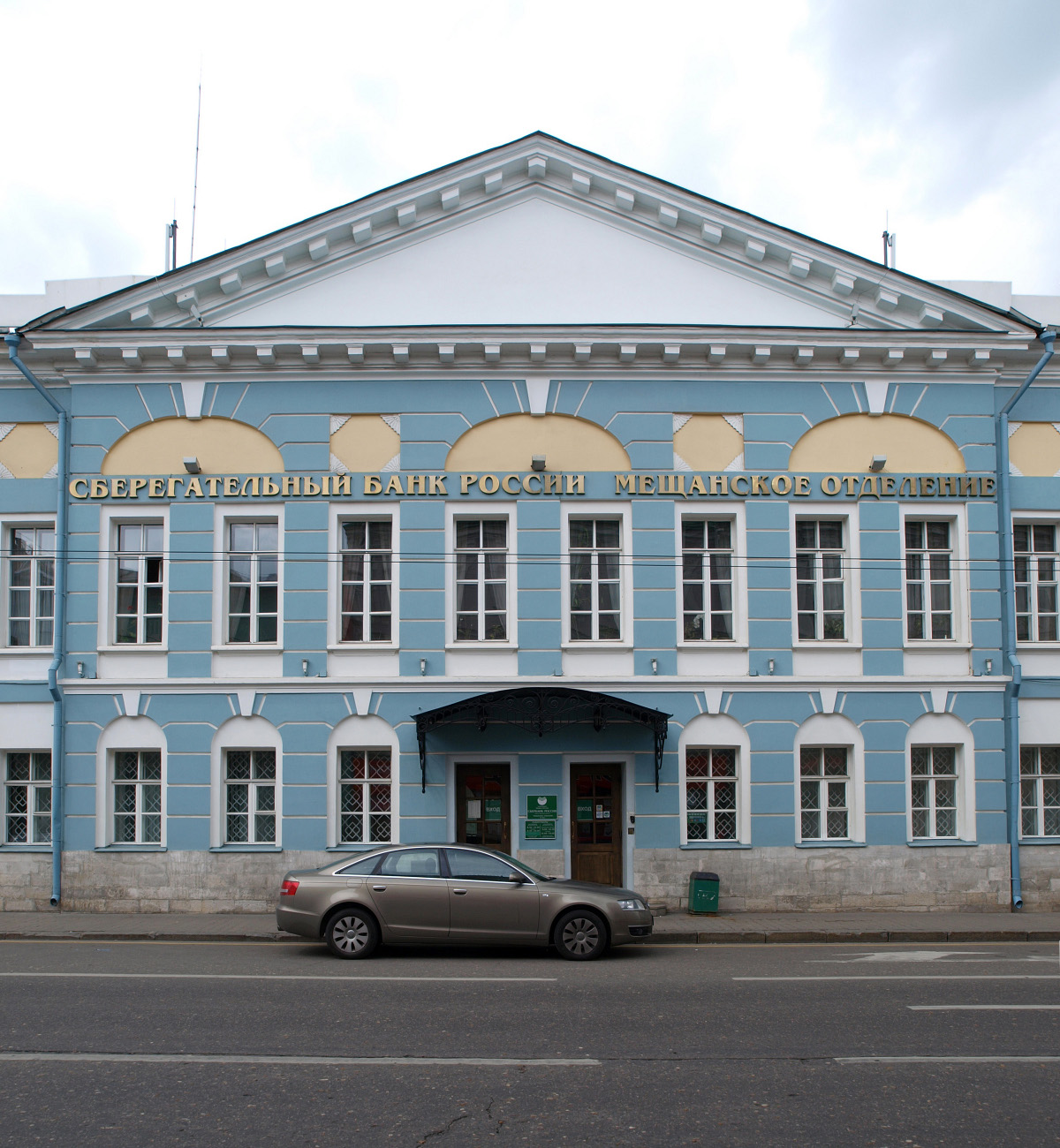
Городская купеческая усадьба Кирьяковых (№ 17)

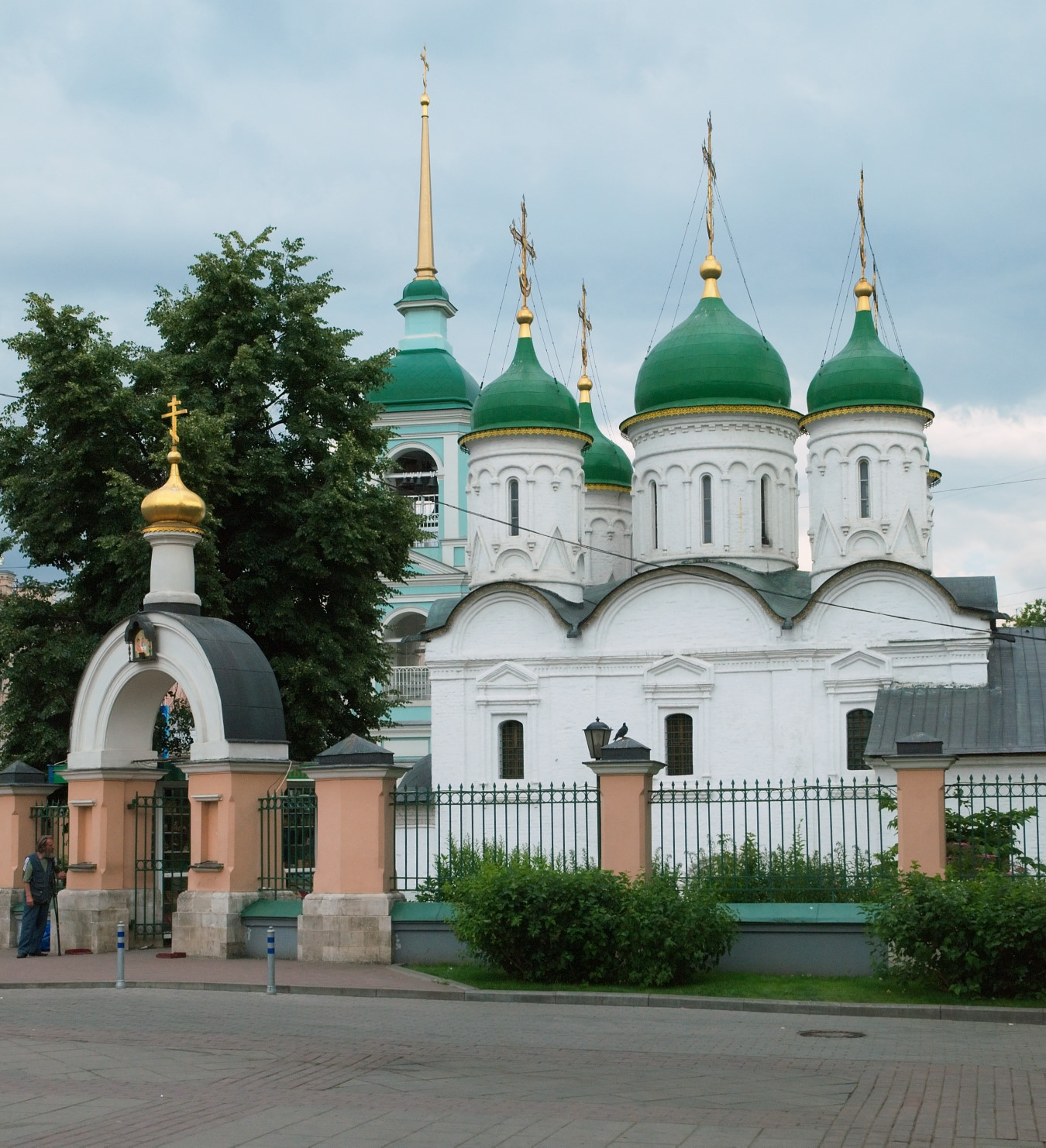
Храм Живоначальной Троицы в Листах (№ 27/29)

### По нечётной стороне
- № 1/4, стр. 1А — Доходный дом (в основе — гостиница) (1797; 1816, архитектор В. П. Стасов; 1892—1898, архитектор П. А. Ушаков)[7]
- № 1/4, стр. 1Б — Доходный дом (1834; 1874; 1892—1898, архитектор П. А. Ушаков)[7]
- № 3/27 — Церковь Успения Богородицы в Печатниках (1695) с колокольней, сооруженной в 1902 году. Трапезная построена в 1899 году архитектором М. А. Аладьиным; ограда — в 1905 году по проекту архитектора П. Т. Шагина. Интерьер церкви отделан в 1902 году архитектором В. В. Иорданом. Объект культурного наследия федерального значения[7].
- № 9 — В начале XX века в доме располагались «Большие Московские» меблированные комнаты. Со стороны Колокольникова переулка в доме работала Типография Филатова[8]. В 1920-х годах в доме работал ресторан «Ливорно», интерьеры которого оформил архитектор Н. А. Эйхенвальд[9].
- № 11, стр. 1 — Жилой дом купцов Сушенковых с лавками (1817, XIX в.)[7]. В доме жил художник и сценограф Александр Головин[10]. После октябрьской революции часть дома занимал райком ВКПб. В июле 1941 года здесь была сформирована 13-я дивизия народного ополчения[11]
- № 13 — На месте пустыря между Большим Сергиевским и Пушкарёвым переулками стоял дом XVIII века, после революции ставший домом-коммуной работников Наркомфина[11] До 1917 г. на этом месте находился доходный дом Цыплаковой Анны Ивановны. Просуществовали до 1917 г.
- № 17/27а/28 — Городская купеческая усадьба (Кирьяковых) (конец XVIII — 1-я половина XIX века), объект культурного наследия регионального значения[7]. В начале 1860-х годов в доме жил композитор Н. Г. Рубинштейн; в здании проходили занятия музыкальных классов, послуживших основой Московской консерватории. В доме также жил скульптор С. М. Волнухин — автор памятника первопечатнику Ивану Фёдорову[7]. В настоящее время здание занимает Мещанское отделение Сбербанка России[12].
- № 19 /27— На этом месте вплоть до 31 декабря 1997 года находилось здание, в котором был открыт один из самых старых (с 1914 года) кинотеатров Москвы — «Уран». В конце 1941 года в нём проходил премьерный показ документального фильма «Разгром немецко-фашистских войск под Москвой». Кинотеатр просуществовал в этом доме до конца 1960-х, потом здесь была открыта мастерская ритуальных услуг ЦК КПСС, где вырубали надгробия из гранита. В ходе масштабной реконструкции Сретенки кинотеатр, переданный Театру-школе драматического искусства Анатолия Васильева, был снесен по постановлению Правительства Москвы в 1997 году, хотя и считался «вновь выявленным» памятником истории и культуры, снос которого запрещается законом. Здание театра «Школа драматического искусства» построено по проекту Анатолия Васильева, Игоря Попова (Школа драматического искусства) и архитекторов Моспроект-2 Бориса Тхора и Сергея Гусарева в 2001 году[13].
- № 23 — в 1920-х годах в этом здании работала драматическая студия под руководством режиссёра Ю. А. Завадского, актёрами которой были В. П. Марецкая, Р. Я. Плятт, Н. Д. Мордвинов, П. В. Массальский и другие.
- № 25/23, стр. 1, 2 — Городская усадьба с жилым флигелем

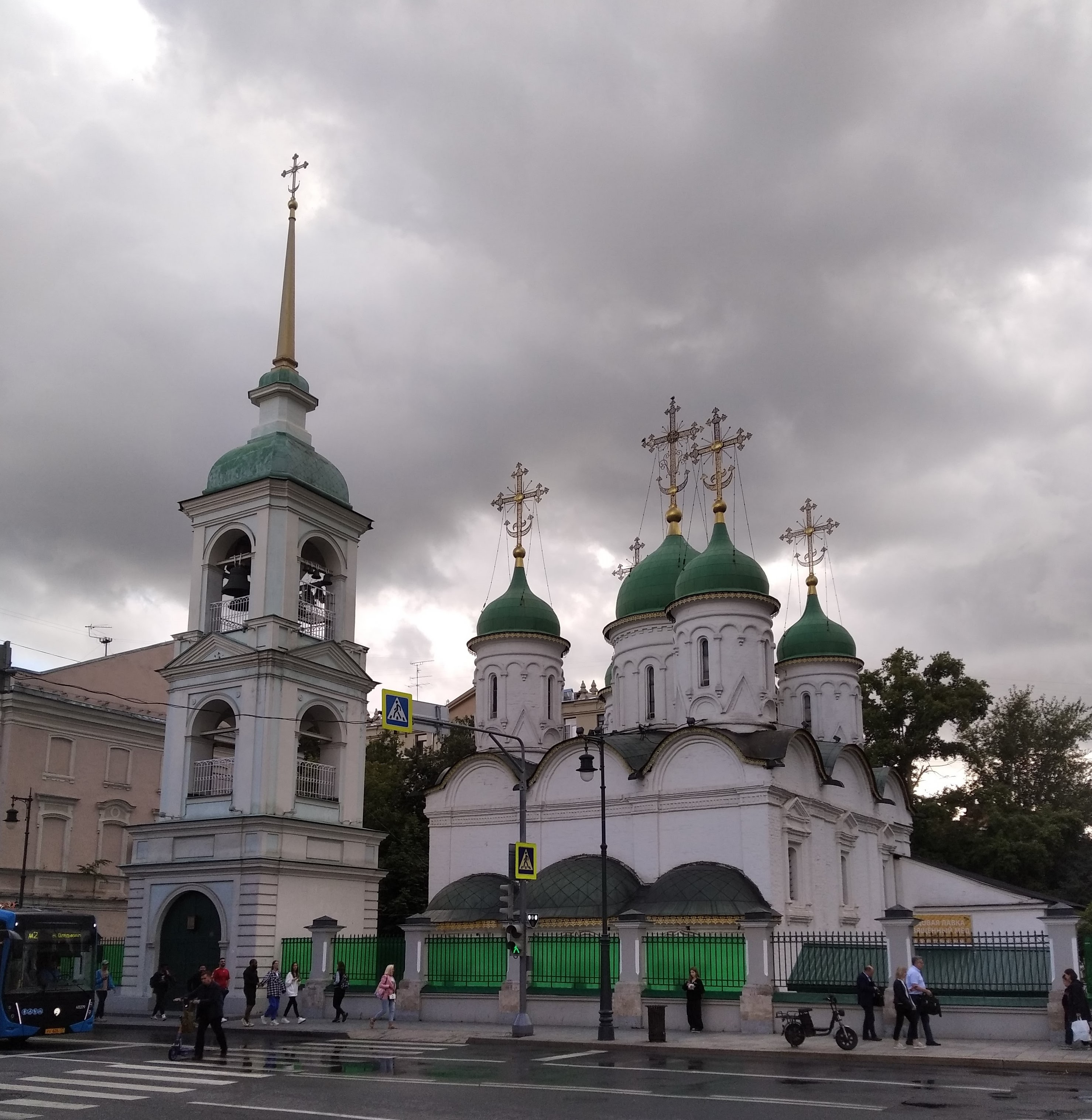
Храм Живоначальной Троицы в Листах (вид со стороны ул. Сретенка, 2024)

- Храм Живоначальной Троицы в Листах (вид со стороны ул. Сретенка, 2024)№ 27/29, стр. 3 — Храм Троицы Живоначальной в Листах, построенный в 1650—1661 годах и завершающий в настоящее время левую сторону улицы. Объект культурного наследия федерального значения[7].
- До 1934 перспективу Сретенки замыкала Сухарева башня. В конце нечётной стороны улицы — площадка, образовавшаяся на месте снесённых в 1969 году домов, со входом на станцию метро «Сухаревская»[14].
- Слева от Сретенки, неподалёку от Сухаревой башни, в 1924—1930 годах располагался Ново-Сухаревский рынок, спроектированный знаменитым архитектором-авангардистом Константином Мельниковым.

### По чётной стороне

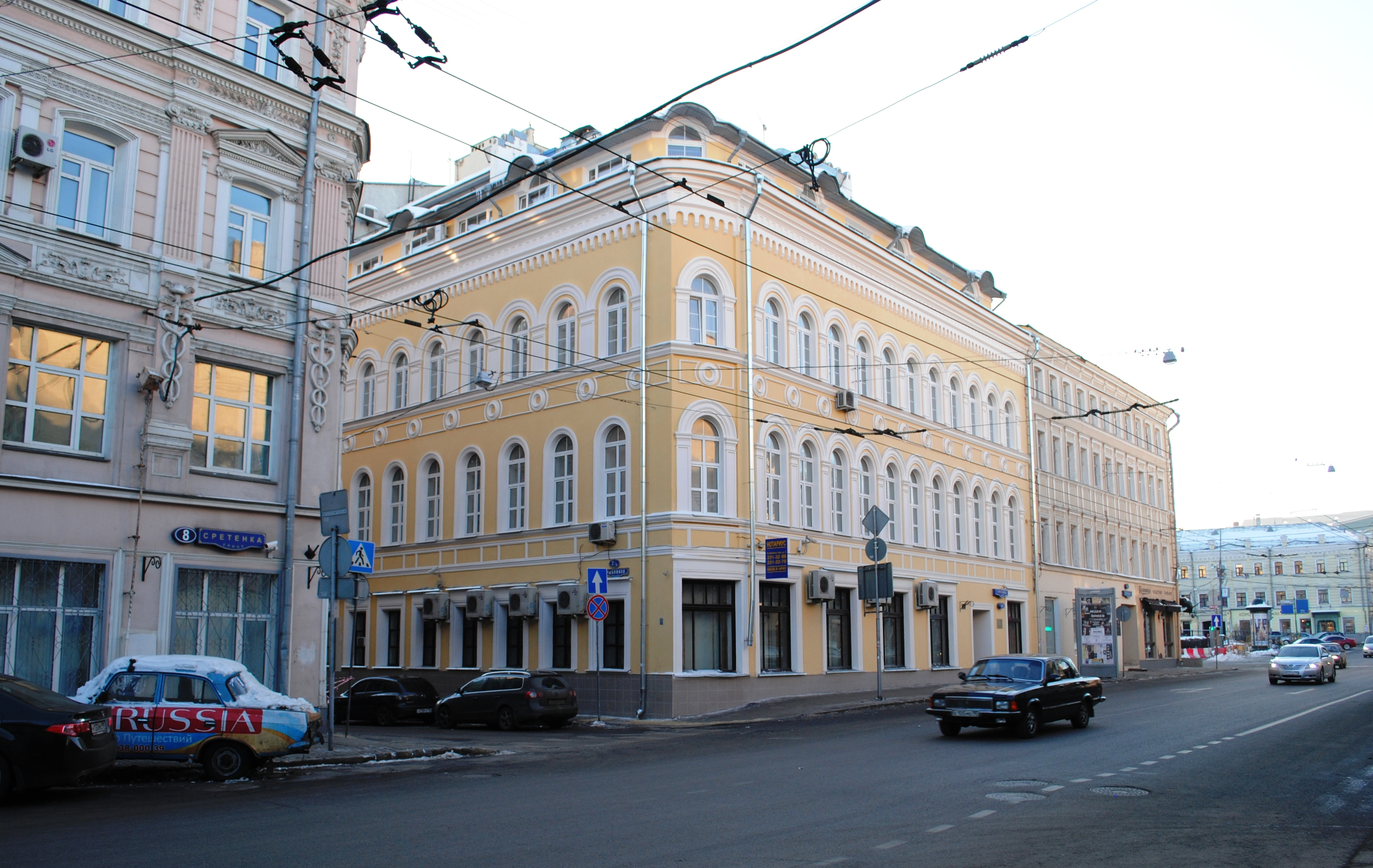
Конторское здание, бывшее Художественное училище памяти 1905 года (№ 6/2)

- № 4/1 — Доходный дом (1875, архитектор А. И. Гнездарев)[7][15]. Дом был известен своим кинотеатром, открытым в 1913 году. Сначала он назывался «Гранд-Электро», потом «Фантомас», «Искра» и, наконец, «Хроника»[14].
- № 6/2 — Конторское здание (1911, архитектор В. В. Шервуд). В 1925—1979 в этом доме размещалось Художественное училище памяти 1905 года, в котором преподавали В. Н. Бакшеев, Н. П. Крымов и другие художники[14]. С 2001 года в здании располагается Музей истории московской милиции. Музей закрыт для свободного посещения, работает по предварительным коллективным заявкам[16].
- № 8 — Шестиэтажное здание построено в 1917 году. После октябрьской революции в доме разместился Главполитпросвет, которым руководила Н. К. Крупская[14][17]. В 1920-х годах в доме работал музей по народному просвещению[18]. В 1930-х годах в здании размещалось Главное геологическое управление Наркомтяжпрома СССР, которым руководил И. М. Губкин[19]. В здании на протяжении длительного времени размещался крупнейший в СССР библиотечный коллектор[14].
- № 10 — Доходный дом (надстроен в 1902 году по проекту архитектора К. А. Михайлова). В 1920-х годах в доме работала редакция газеты «Безбожник»[20]; в 1930-х годах в доме размещался Союз воинствующих безбожников, который возглавлял Е. М. Ярославский[21].
- № 12 — пятиэтажное здание 1860 года постройки.

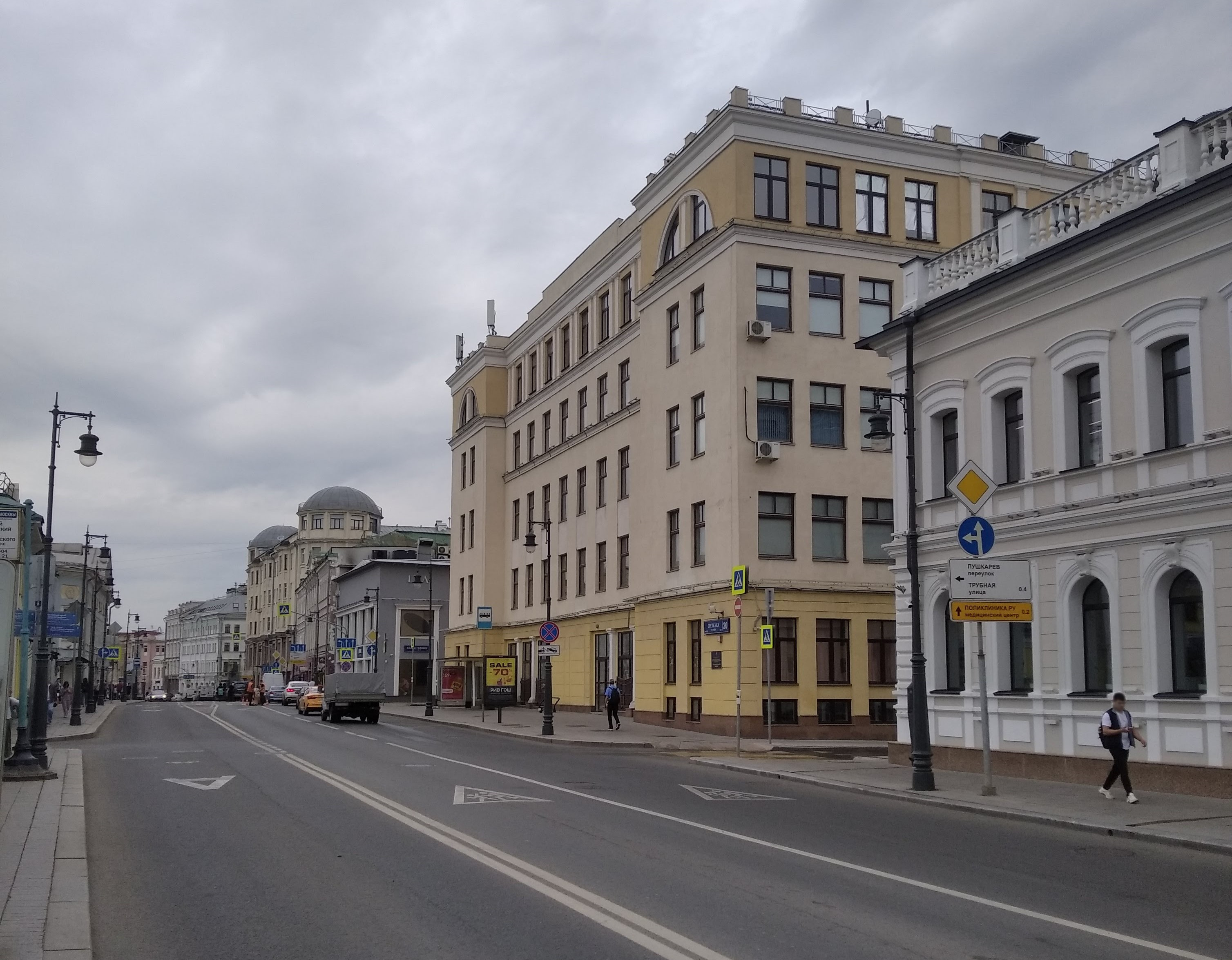
Дом № 20 (в центре)

- Дом № 20 (в центре)№ 20 — Школьное здание (1999). Ранее на этом месте находилось школьное здание, построенное в 1937 году по проекту архитектора А. М. Горбачёва на месте Спасо-Преображенской церкви  в Пушкарях (снесена в 1935 году)[14]. В настоящее время здание занимает ГБОУ СОШ «Пушкинский лицей N 1500»[22].
- №22/1 - двухэтажное здание 1875 года постройки. Изначально в доме были  лавки  лавки Спасо-Преображенской церкви церкви в Пушкарях. В 1934 году здесь открылся первый в СССР  Дом моделей при опытно-технической швейной лаборатории треста «Мосбельё»[8].   Первым руководителем Дома Моделей была до 1949 года модельер Надежда Макарова[4]  — ученица и племянница Ламановой . Дом был украшен сграффито Владимира Андреевича Фаворского, которые были утрачены уже к концу 1950-х. Позже здесь располагались различные магазины. В настоящее время кафе и рестораны.
- № 24/2, стр. 1 (часть по Сретенке) Жилой дом с магазином (XIX — нач. XX в.)[7].
- № 24/2, стр. 1 (часть по переулку) — Доходный дом (1875, архитектор А. И. Гнездарев)[7].
- № 26/1 — Дом Санкт-Петербургского общества страхования с кинотеатром «Одеон» (1912—1914, гражданский инженер А. Г. Измиров, совместно Виктором и Александром Весниными)[7]. В доме работала студия Малого театра под руководством В. Н. Пашенной и Н. А. Смирновой, затем Ф. Н. Каверина[23].
- № 28 — с 2001 года в здании на углу Сретенки и Даева переулка расположен Московский городской университет управления Правительства Москвы — государственное образовательное учреждение высшего профессионального образования[24].
- Ранее правую сторону улицы замыкал универмаг «Щербаковский». Здание было разобрано после того, как в 1957 году в день открытия фестиваля молодёжи и студентов рухнула его крыша, не выдержав вес облепивших её зевак[25].

## Транспорт
- Станции метро  Тургеневская /  Сретенский бульвар — в 300 м от начала улицы.
- Станция метро  Сухаревская — в конце улицы.
- Электробусы: м2, м9, н9.

## Улица в произведениях литературы и искусства
- Сретенке посвящена песня Вероники Долиной, которая так и называется «Сретенка».
- Сретенке посвящена песня Гарика Сукачёва, которая так и называется «Сретенка».
- Улица упоминается в песне Булата Окуджавы («На Сретенке ночной»).
- Улица упоминается в песне «Жёлтые ботинки» группы Браво.
- Юрий Визбор, детство которого прошло на Сретенке, неоднократно упоминает эту улицу в своём творчестве (1. «Я вплываю в свой сретенский двор, словно в порт, из которого вышел…» — песня «Сретенский двор»; 2. «Отставить крики! Тихо, Сретенка, не плачь! Мы стали все твоею общею судьбой» — песня «Волейбол на Сретенке»; 3. «Я сам не знаю страну Китая. Я знаю Сретенку, а это не Китай» — песня «Валяба»).
- «Сретенка… Встречи» — телеспектакль 1995 года.
- Квартира 6 в доме 24 по улице Сретенка описана К. Симоновым в романе «Живые и мёртвые» как квартира одного из главных героев И. Синцова.
- В романе британского писателя Яна Флеминга «Из России с любовью» на улице Сретенка располагается штаб-квартира организации СМЕРШ.
- Сретенке посвящён спектакль Театра им. Владимира Маяковского «Декалог на Сретенке», постановка Никита Кобелев.